# Charles Walter Stuart
Pour les articles homonymes, voir Charles Stuart et Stuart.
Charles Walter Suart, 12e lord Blantyre (en anglais : 12th Lord Blantyre), né le 21 décembre 1818 à Lennoxlove House près de l'ancienne ville royale d'Haddington (Écosse), mort le 15 décembre 1900, est un pair écossais, membre de la Chambre des lords.

## Biographie

### Famille
Il fait partie de la Maison Stuart (Stewart), branche des Lords Blantyre. Il descend de Walter Stewart, 1er lord Blantyre, mort en 1617 (Lord en 1606). Il est le second fils de Robert Stuart, 11e lords Blantyre et de Fany Mary Rodney, petite fille de l'Amiral Rodney. Il hérite du titre de son père en 1830, ce dernier ayant péri à Bruxelles lors de la révolte des Belges. Le 4 octobre 1843, il épouse Evelyn Sutherland-Leveson-Gower qui lui donna cinq filles et un garçon. À sa mort, son titre devient dormant.

### Carrière
Il entre dans l'armée aux Grenadier Guards. En 1845, il est Deputy Lieutenant du comté de Renfrew (Renfrewshire). En 1850, il est élu comme pair représentant d'Écosse à la Chambre des lords, où il siège avec les Libéraux.

## Armoiries
- Maison Stuart (Stewart), branche des Lords Blantyre : d'argent, à la fasce échiquetée d'azur et d'argent de trois tires, accompagné en chef d'une étoile du second, à la fasce engrêlée de gueules, accompagnée en chef d'une rose du même boutonnée et pointée d'or.

## Sources
- (en) Cet article est partiellement ou en totalité issu de l’article de Wikipédia en anglais intitulé « Charles Stuart, 12th Lord Blantyre » (voir la liste des auteurs).
- Gustave Vapereau: Dictionnaire universel des contemporains 4e édition, Hachette, Paris, 1870, p. 221